# San Fulgencio
San Fulgencio är en kommun i Spanien.   Den ligger i provinsen Provincia de Alicante och regionen Valencia, i den sydöstra delen av landet, 400 km sydost om huvudstaden Madrid. Antalet invånare är 12 529. Arean är 19,8 kvadratkilometer. San Fulgencio gränsar till Daya Vieja, Dolores, Elche, Formentera del Segura, Guardamar del Segura och Rojales. 
Terrängen i San Fulgencio är platt.